# India Book House

La portada de un cómic de Laurel y Hardy producido en India por Kiran Publications para
India Book House con licencia de Larry Harmon Pictures.

India Book House es un importador, distribuidor y editor de libros y revistas en India.
Formada en 1952, India Book House publicó ediciones en rústica de autores infantiles como Enid Blyton y Frederick Forsyth, así como cómics como Las aventuras de Tintín y Astérix, a menudo también en idiomas indios. Su serie más famosa es la línea de cómics Amar Chitra Katha que vuelve a contar historias de las grandes epopeyas, mitología, historia, folclore y fábulas de la India. En 2007, el sello y todos sus títulos fueron adquiridos por ACK Media Pvt. Limited que posee marcas como Amar Chitra Katha y Tinkle. La nueva entidad IBH Books and Magazines Distributors Pvt. Ltd, es una de las principales editoriales de volúmenes ilustrados sobre la historia y el patrimonio de la India, especializada en arquitectura, bellas artes, artes decorativas, cine, medio ambiente y estilo de vida.
India Book House tiene su sede en Bombay. Ahora se ha fusionado con Oxford Bookstore and Stationery Company y es uno de los mayoristas de libros más grandes de la India.